# Гоминьдан Ван Цзинвэя
Гоминьдан Ван Цзинвэя (официальное название — Гоминьдан (кит. трад. 中國國民黨, упр. 中国国民党, пиньинь Zhōngguó Guómíndǎng, палл. Чжунго Гоминьдан, буквально: «Китайская националистическая партия») — коллаборационистская политическая партия, созданная бывшим членом легитимного Гоминьдана Ван Цзинвэем и действовавшая в период японо-китайской войны (1937-1945).

## История

### Предыстория

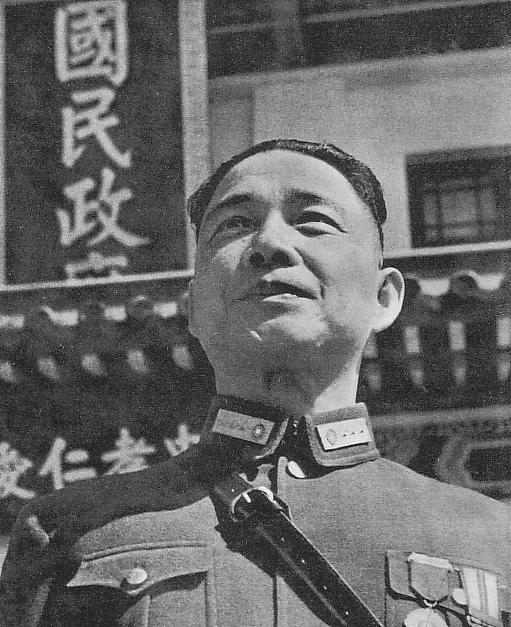
Ван Цзинвэй

Ван Цзинвэй (кит. трад. 汪精衛, упр. 汪精卫, пиньинь Wāng Jīngwèi, Wang Ching-wei; 4 мая 1883 — 10 ноября 1944) — китайский политик, в начале своей карьеры принадлежавший к левому крылу Гоминьдана. Был соратником Чан Кайши, хотя имел с ним разногласия в начальный период становления диктатуры.
Во время японо-китайской войны после оккупации значительной части маньчжурской и китайской территории японцы столкнулись с проблемой управления этими землями. К тому же Япония была не готова к затяжному характеру войны. Гигантские размеры оккупированной зоны не соответствовали военным возможностям Токио. Рассчитывая создать механизм политического контроля над захваченной территорией, оккупанты пошли на создание местных марионеточных китайских властей. 14 декабря 1937 года в Пекине было провозглашено создание «временного правительства Китайской республики» во главе с Ван Кэминем, 28 марта 1938 года в Нанкине было создано «реформированное правительство Китайской республики» во главе с Лян Хунчжи.
Ван Цзинвэй, будучи одним из лидеров партии Гоминьдан, встал во время войны на прояпонские позиции и в декабре 1938 года бежал из Чунцина (где размещалась временная столица Китайской республики) в Ханой, на территорию Французского Индокитая, где 29 декабря 1938 года предложил начать с Японией переговоры о мире. Будучи раненым китайскими агентами, он три месяца спустя перебрался в контролируемый японцами Шанхай, где вступил в переговоры с японскими властями.

### Создание партии
С 28 по 30 августа 1939 года Ван Цзинвэй тайно созвал VI Национальный конгресс Гоминьдана в городе Шанхае. Ван назначил себя временным председателем конференции и выступил с политическим докладом о положении страны в отношении Второй китайско-японской войны. Генеральная ассамблея затем приняла «Резолюцию о реорганизации партийных дел» и два временных предложения, определила, что все резолюции и приказы Гоминьдана под руководством Чана Кайши в Чунцине полностью недействительны, и вскоре избрала Ван Цзинвэя председателем Центрального исполнительного комитета. В соответствии с целью «мирного антикоммунистического строительства нации» съезд затем принял «Пересмотр китайской политической платформы Гоминьдана», провозгласил «Решение об антикоммунистической базовой национальной политике» и принял фундаментальные поправки для возобновления китайско-китайской политики. 
30 марта 1940 года Ван Цзинвэй присутствовал на «Церемонии возвращения столицы национального правительства» и установил марионеточное правительство в Нанкине. Ван был президентом Исполнительного Юаня нового марионеточного государства и председателем Национального правительства. Он издал "десять политических платформ мирного национального строительства", в соответствии с которыми к этому времени Гоминьдан был единственной легальной единоличной правящей партией режима. она управляла страной непосредственно под руководством Ван Цзинвэя, по сути, представляя собой однопартийную диктатуру. и номинально участвовал в управлении Северокитайским Комитетом по политическим вопросам и Объединенным автономным правительством Мэнцзяна.

### Лидеры партии
В начале своего создания Гоминьдан Цзинвэя еще признавал Линь Сена, назначенного Чан Кайши в Чунцине председателем национального правительства. Однако Ван Цзинвэй назначил себя «исполняющим обязанности председателя», одновременно занимая пост главного исполнительного директора и председателя Постоянного комитета Центрального исполнительного комитета. 
10 ноября 1944 года Ван Цзинвэй скончался в Нагое. 12 ноября Нанкинский «центральный политический комитет» провел экстренное заседание и решил, что Чэнь Гунбо будет президентом исполнительного комитета, исполняющим обязанности председателя национального правительства и председателем военного комитета. Чэнь официально вступил в должность 20 ноября. Вступив в должность, Чэнь Гунбо заявил, что будет придерживаться политики, установленной Ван Цзинвеем, и не будет колебаться, независимо от того, как будет развиваться война или насколько срочной будет текущая ситуация.  Вслед за Чэнь Гунбо мэром Шанхая в январе 1945 года стал Чжоу Фохай.

### Роспуск
После капитуляции Японии 15 августа 1945 года Чэнь Гунбо и Чжоу Фохай созвали промежуточное заседание Центрального политического комитета в Нанкине в 16:00 16 августа, объявив об упразднении реорганизованного национального правительства и всех его институтов, включая партию.